# 1999 BO1
1999 BO1 är en asteroid i huvudbältet som upptäcktes den 16 januari 1999 av den kroatiska astronomen Korado Korlević vid Višnjan-observatoriet.
Den tillhör asteroidgruppen Innes.